# Тофілд
Тофілд (англ. Tofield) — містечко в Канаді, у провінції Альберта, у складі муніципального району Бівер.

## Населення
За даними перепису 2016 року, містечко нараховувало 2081 особу, показавши скорочення на 4,6%, порівняно з 2011-м роком. Середня густина населення становила 253,4 осіб/км².
З офіційних мов обидвома одночасно володіли 70 жителів, тільки англійською — 1 965. Усього 155 осіб вважали рідною мовою не одну з офіційних, з них 5 — українську.
Працездатне населення становило 1 025 осіб (65,1% усього населення), рівень безробіття — 10,7% (12% серед чоловіків та 8,2% серед жінок). 85,4% осіб були найманими працівниками, а 12,2% — самозайнятими.
Середній дохід на особу становив $49 049 (медіана $37 504), при цьому для чоловіків — $65 004, а для жінок $33 670 (медіани — $53 547 та $26 752 відповідно).
34,9% мешканців мали закінчену шкільну освіту, не мали закінченої шкільної освіти — 21,3%, 43,8% мали післяшкільну освіту, з яких 29% мали диплом бакалавра, або вищий.
| Статево-вікова структура населення | Статево-вікова структура населення | Статево-вікова структура населення | Статево-вікова структура населення | Статево-вікова структура населення |
| ---------------------------------- | ---------------------------------- | ---------------------------------- | ---------------------------------- | ---------------------------------- |
|                                    |                                    |                                    |                                    |                                    |
| Всього                             | Всього                             | 49,9%50,1%                         |                                    |                                    |
| 0 — 14 років                       | 0 — 14 років                       |                                    | 18,5%                              | 18,5%                              |
| 15 — 64 років                      | 15 — 64 років                      |                                    | 58,2%                              | 58,2%                              |
| 65 і більше                        | 65 і більше                        |                                    | 23,3%                              | 23,3%                              |
| 85 і більше                        | 85 і більше                        |                                    | 5,8%                               | 5,8%                               |
| Середній вік (років)               | Середній вік (років)               | 41,245,8                           | 43,5                               | 43,5                               |
| Медіана (років)                    | Медіана (років)                    | 39,245,8                           | 43,0                               | 43,0                               |
| — чоловіки — жінки                 |                                    |                                    |                                    |                                    |

| Походження мешканців:     | Походження мешканців:     | Походження мешканців: | Походження мешканців: | Походження мешканців: |
| ------------------------- | ------------------------- | --------------------- | --------------------- | --------------------- |
| Походження                |                           |                       | осіб                  | %                     |
| Корінні американці        | Корінні американці        |                       | 115                   | 5.53%                 |
| Інше північноамериканське | Інше північноамериканське |                       | 595                   | 28.59%                |
| Європейське               | Європейське               |                       | 1 625                 | 78.09%                |
| британське                | британське                |                       | 985                   | 47.33%                |
| французьке                | французьке                |                       | 225                   | 10.81%                |
| українське                | українське                |                       | 345                   | 16.58%                |
| Латинськоамериканське     | Латинськоамериканське     |                       | 15                    | 0.72%                 |
| Африканське               | Африканське               |                       | 10                    | 0.48%                 |
| Азійське                  | Азійське                  |                       | 120                   | 5.77%                 |

| Зайнятість населення за галузями (за класифікацією NOC): | Зайнятість населення за галузями (за класифікацією NOC): | Зайнятість населення за галузями (за класифікацією NOC): | Зайнятість населення за галузями (за класифікацією NOC): | Зайнятість населення за галузями (за класифікацією NOC): |
| -------------------------------------------------------- | -------------------------------------------------------- | -------------------------------------------------------- | -------------------------------------------------------- | -------------------------------------------------------- |
|                                                          |                                                          |                                                          |                                                          |                                                          |
| Управління                                               | Управління                                               |                                                          | 9%                                                       | 9%                                                       |
| Бізнес, фінанси та адміністрування                       | Бізнес, фінанси та адміністрування                       |                                                          | 14,5%                                                    | 14,5%                                                    |
| Природничі та прикладні науки                            | Природничі та прикладні науки                            |                                                          | 4,5%                                                     | 4,5%                                                     |
| Охорона здоров'я                                         | Охорона здоров'я                                         |                                                          | 7%                                                       | 7%                                                       |
| Освіта, правозахист, муніципальні та урядові служби      | Освіта, правозахист, муніципальні та урядові служби      |                                                          | 11,5%                                                    | 11,5%                                                    |
| Мистецтво, культура, відпочинок та спорт                 | Мистецтво, культура, відпочинок та спорт                 |                                                          | 2%                                                       | 2%                                                       |
| Роздрібна торгівля та послуги                            | Роздрібна торгівля та послуги                            |                                                          | 19,5%                                                    | 19,5%                                                    |
| Гуртова торгівля, транспорт та обладнання                | Гуртова торгівля, транспорт та обладнання                |                                                          | 25%                                                      | 25%                                                      |
| Природні ресурси, сільське господарство                  | Природні ресурси, сільське господарство                  |                                                          | 3,5%                                                     | 3,5%                                                     |
| Виробництво                                              | Виробництво                                              |                                                          | 2,5%                                                     | 2,5%                                                     |

## Клімат
Середня річна температура становить 2,4°C, середня максимальна – 20,8°C, а середня мінімальна – -19,9°C. Середня річна кількість опадів – 459 мм.
| Клімат поселення                              | Клімат поселення | Клімат поселення | Клімат поселення | Клімат поселення | Клімат поселення | Клімат поселення | Клімат поселення | Клімат поселення | Клімат поселення | Клімат поселення | Клімат поселення | Клімат поселення | Клімат поселення |
| Показник                                      | Січ.             | Лют.             | Бер.             | Квіт.            | Трав.            | Черв.            | Лип.             | Серп.            | Вер.             | Жовт.            | Лист.            | Груд.            |                  |
| Середній максимум, °C                         | −6,69            | −3,8             | 1,47             | 10,39            | 16,76            | 20,84            | 20,82            | 20,16            | 15,06            | 9,40             | −0,4             | −6,66            |                  |
| Середня температура, °C                       | −13,3            | −10,4            | −5,12            | 3,79             | 10,16            | 14,23            | 15,93            | 15,28            | 10,18            | 4,50             | −5,3             | −11,55           |                  |
| Середній мінімум, °C                          | −19,88           | −16,99           | −11,74           | −2,82            | 3,56             | 7,63             | 11,03            | 10,38            | 5,29             | −0,38            | −10,18           | −16,44           |                  |
| Норма опадів, мм                              | 21               | 14               | 23               | 26               | 48               | 78               | 92               | 60               | 43               | 19               | 19               | 16               |                  |
| Середньомісячна швидкість вітру, м/с          | 3.20             | 3.20             | 3.40             | 3.70             | 3.80             | 3.40             | 3.20             | 3.00             | 3.20             | 3.40             | 3.40             | 3.30             |                  |
| Середньомісячна сонячна радіація, кДж/м²·день | 3439             | 7061             | 12172            | 17374            | 20549            | 21933            | 22300            | 18701            | 12727            | 7569             | 3777             | 2582             |                  |
| --------------------------------------------- | ---------------- | ---------------- | ---------------- | ---------------- | ---------------- | ---------------- | ---------------- | ---------------- | ---------------- | ---------------- | ---------------- | ---------------- | ---------------- |
| Джерело:                                      |                  |                  |                  |                  |                  |                  |                  |                  |                  |                  |                  |                  |                  |

## Галерея

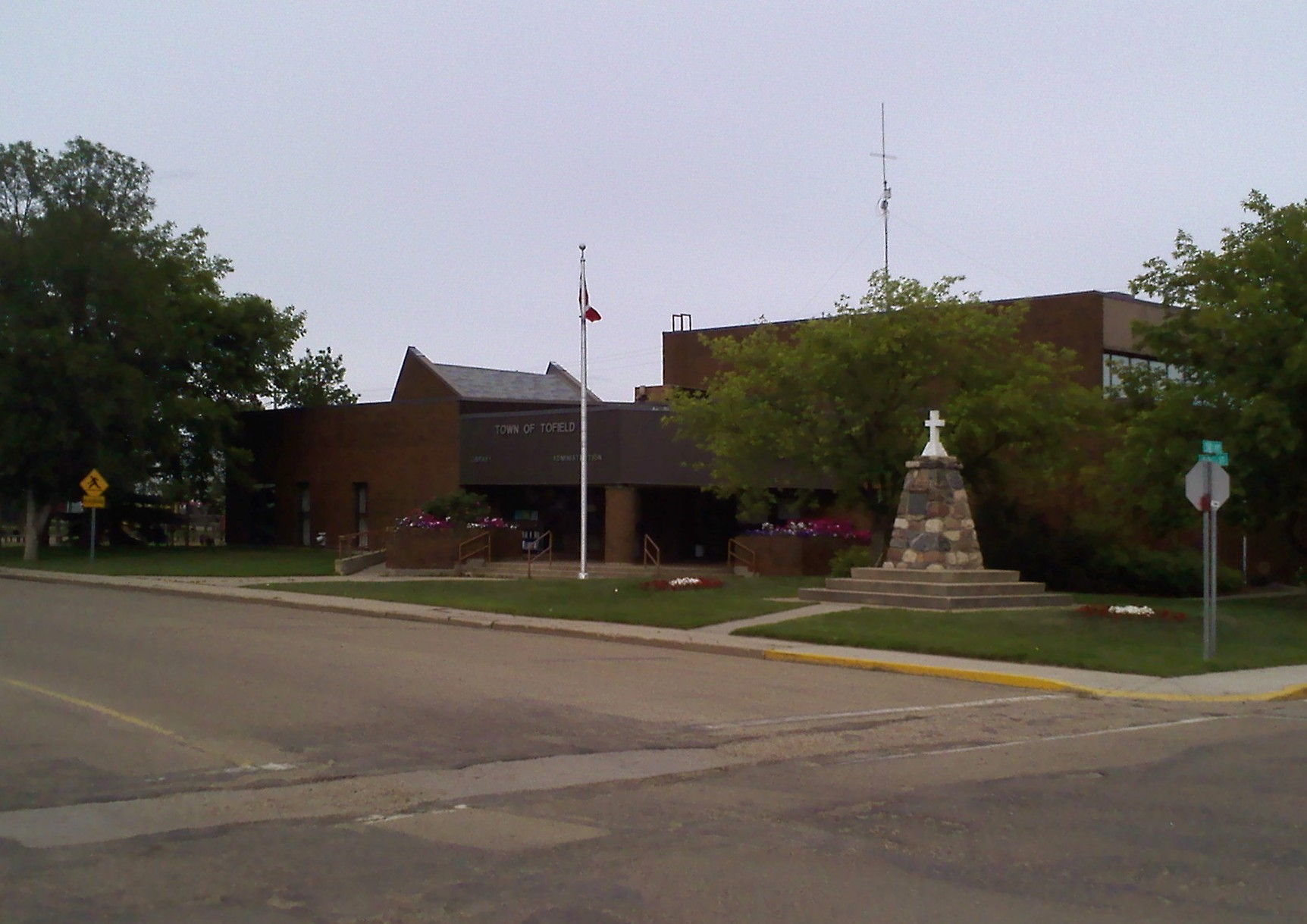
Адміністративан будівля та бібліотека
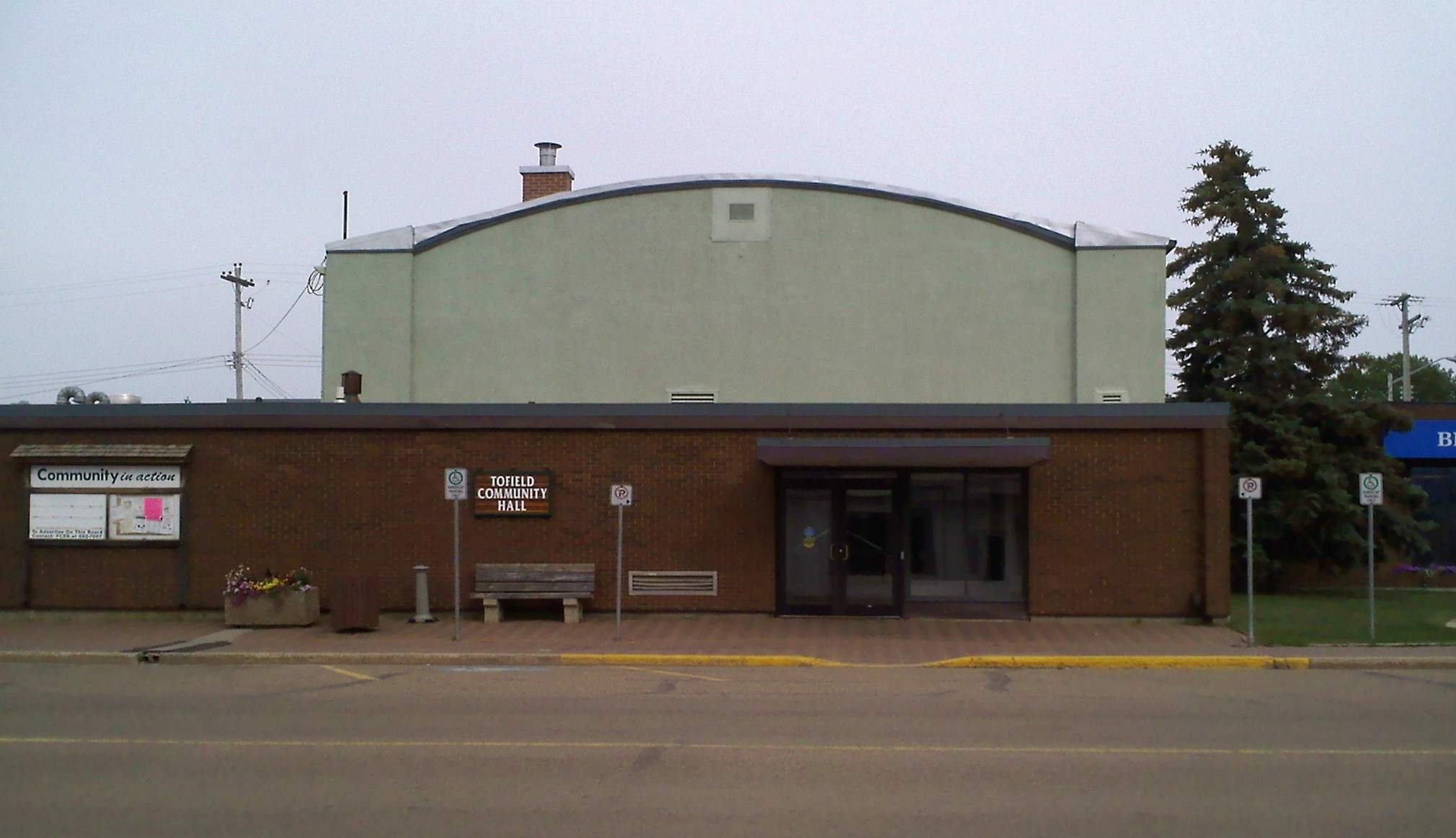
Будівля громадської ради
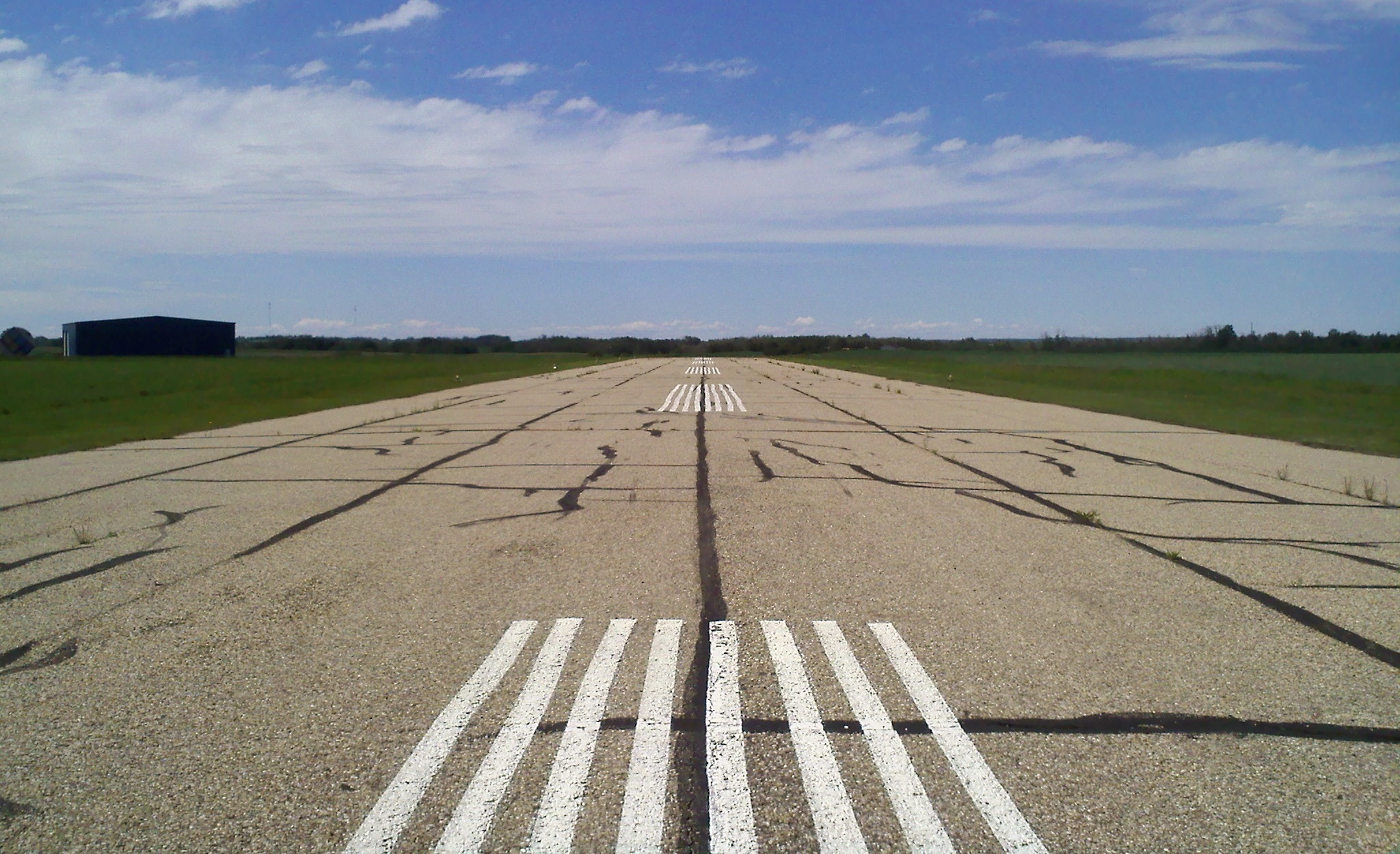
Аеропорт